# Technische Universität Ilmenau

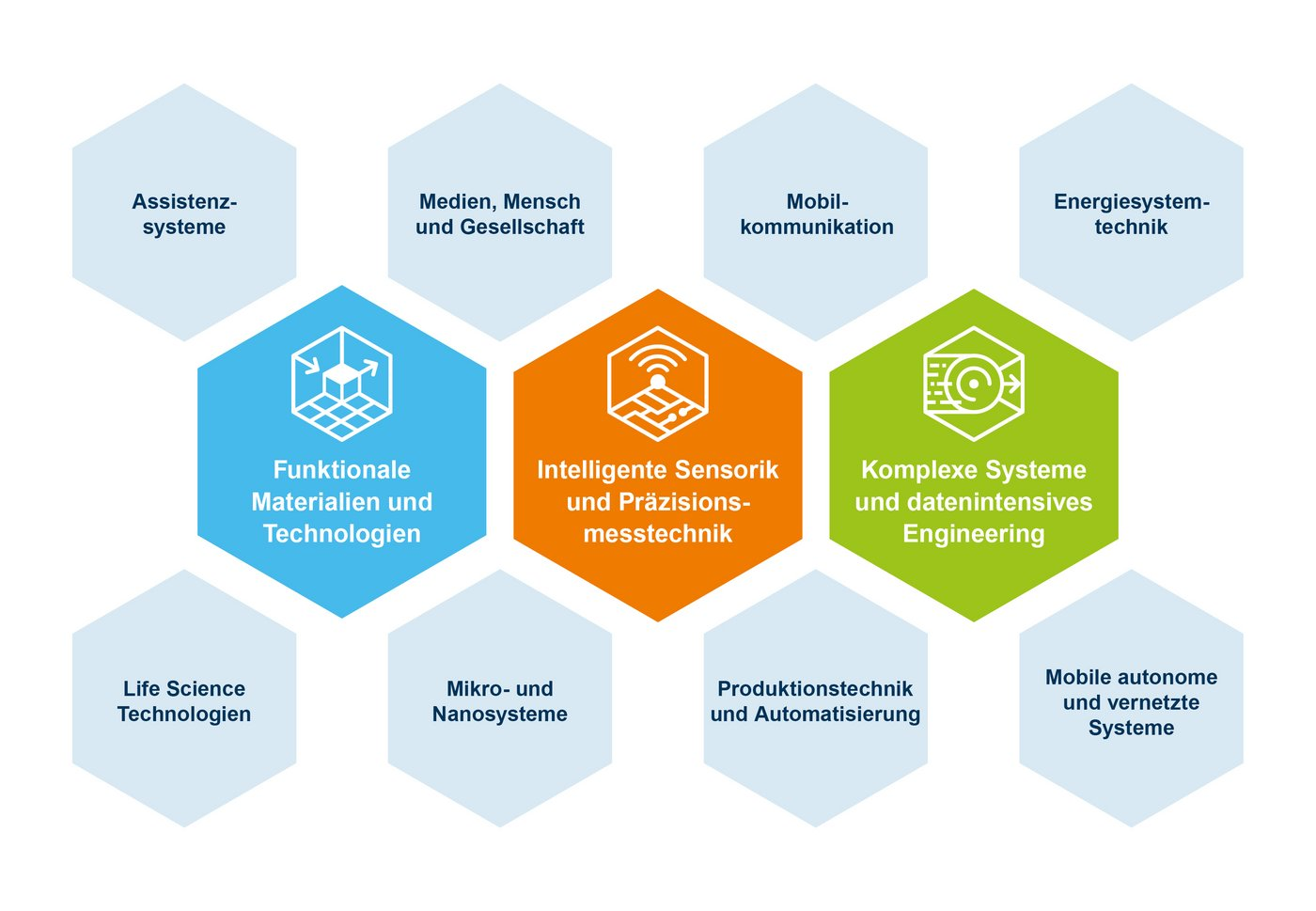
Die Profillinien der TU Ilmenau werden sowohl grundlagenorientiert als auch in Verbindung mit konkreten Anwendungs- und Technologiefeldern adressiert.

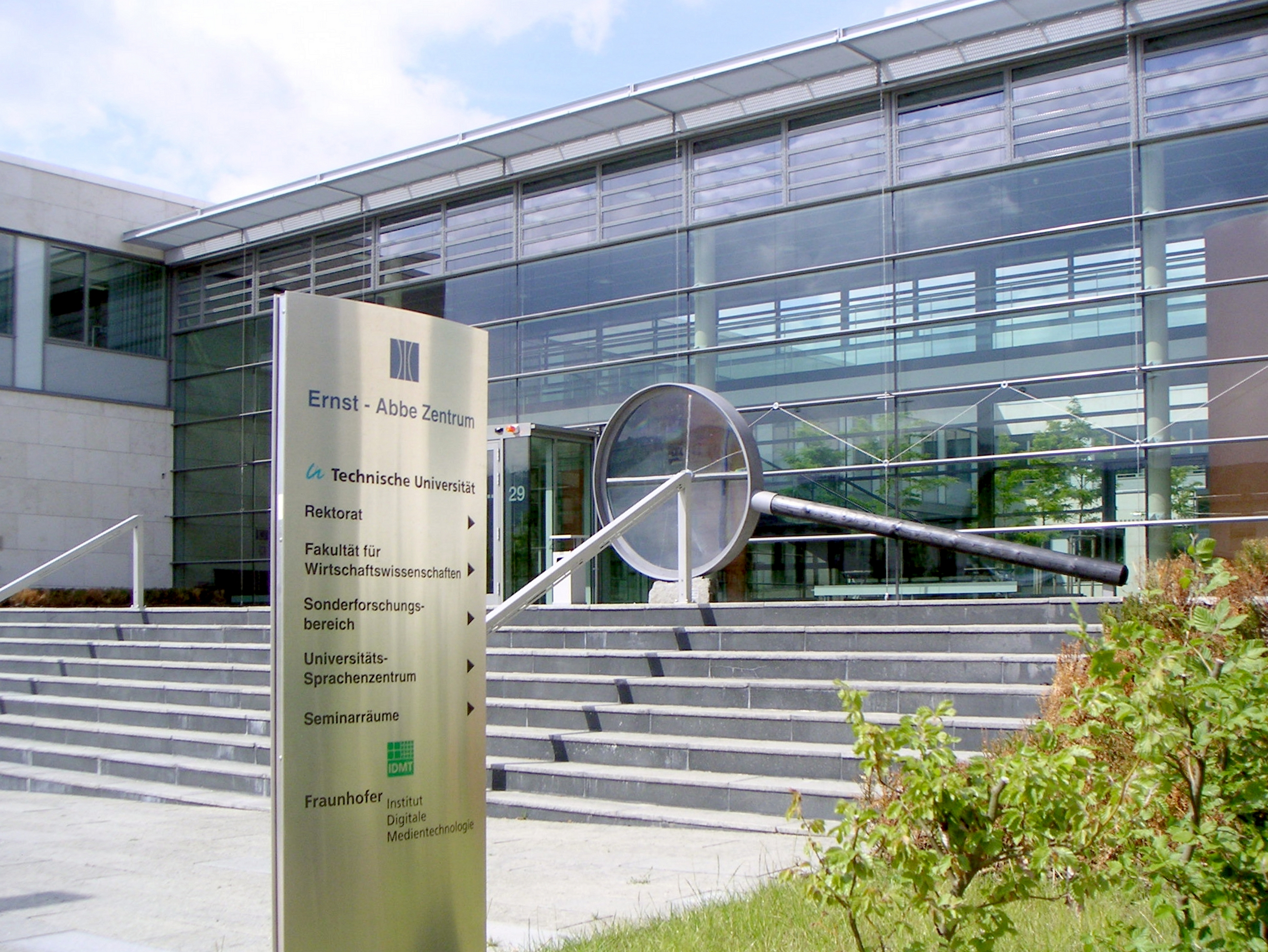
Ernst-Abbe-Zentrum (Präsidium)

Die Technische Universität Ilmenau ist eine Universität des Freistaates Thüringen in Ilmenau. Sie ist die einzige technische Universität in Thüringen und steht für eine lange Tradition in der Ausbildung von Ingenieurinnen und Ingenieuren. Sie hat fünf Fakultäten und bietet mehr als 40 Bachelor- und Masterstudiengänge an. Hinzu kommen 11 Doppel-Abschlussprogramme mit internationalen Partneruniversitäten. Forschung und Lehre sind stark ingenieurwissenschaftlich geprägt und zeichnen sich durch eine enge Verknüpfung der Ingenieurwissenschaften mit den Wirtschaftswissenschaften und Medien, mit der Mathematik sowie mit den Naturwissenschaften aus.

## Fakultäten
- Elektrotechnik und Informationstechnik
- Informatik und Automatisierung
- Maschinenbau
- Mathematik und Naturwissenschaften
- Wirtschaftswissenschaften und Medien

## Schwerpunkte in der Forschung

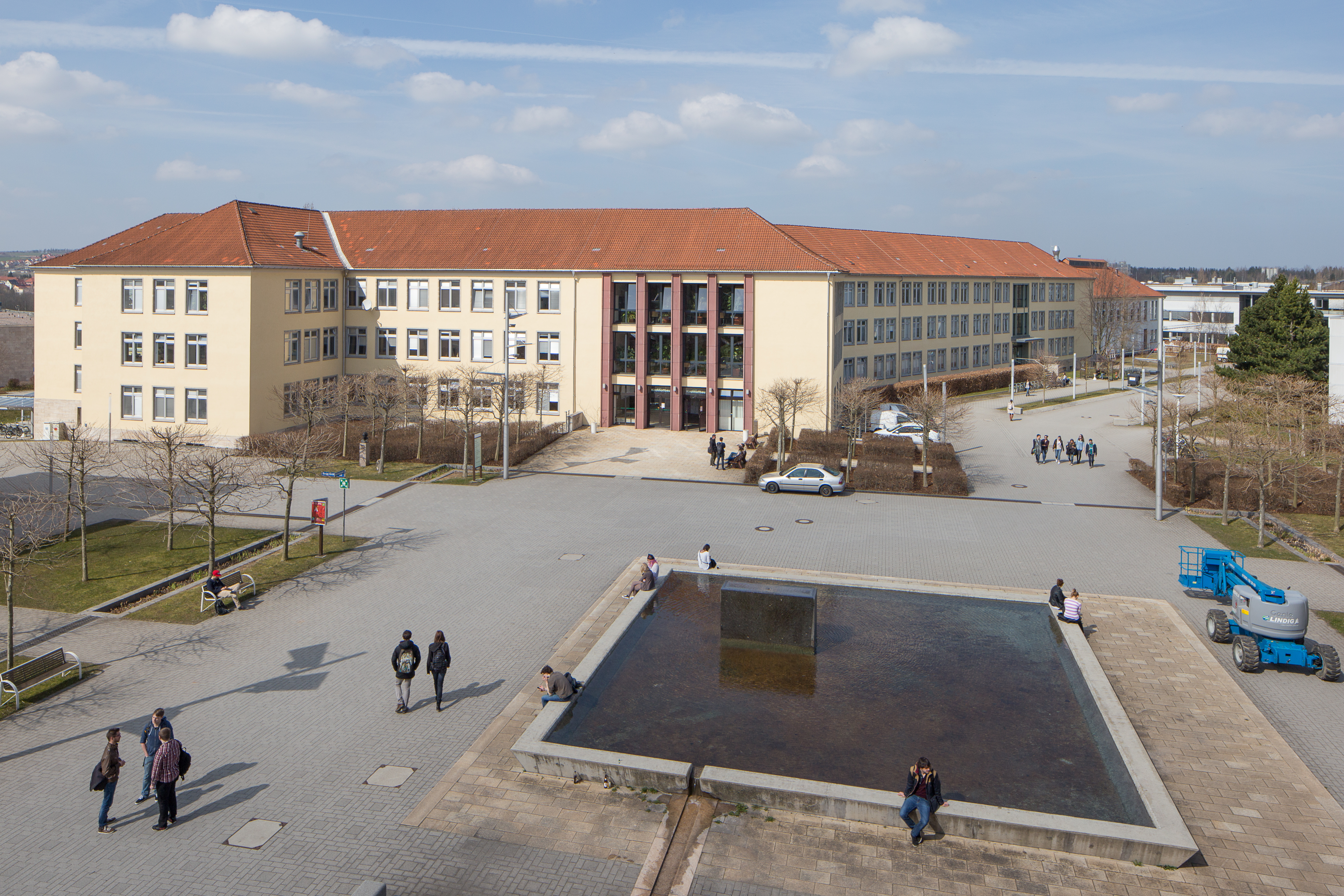
Gustav-Kirchhoff-Platz von Süden mit Brunnen und Kirchhoffbau

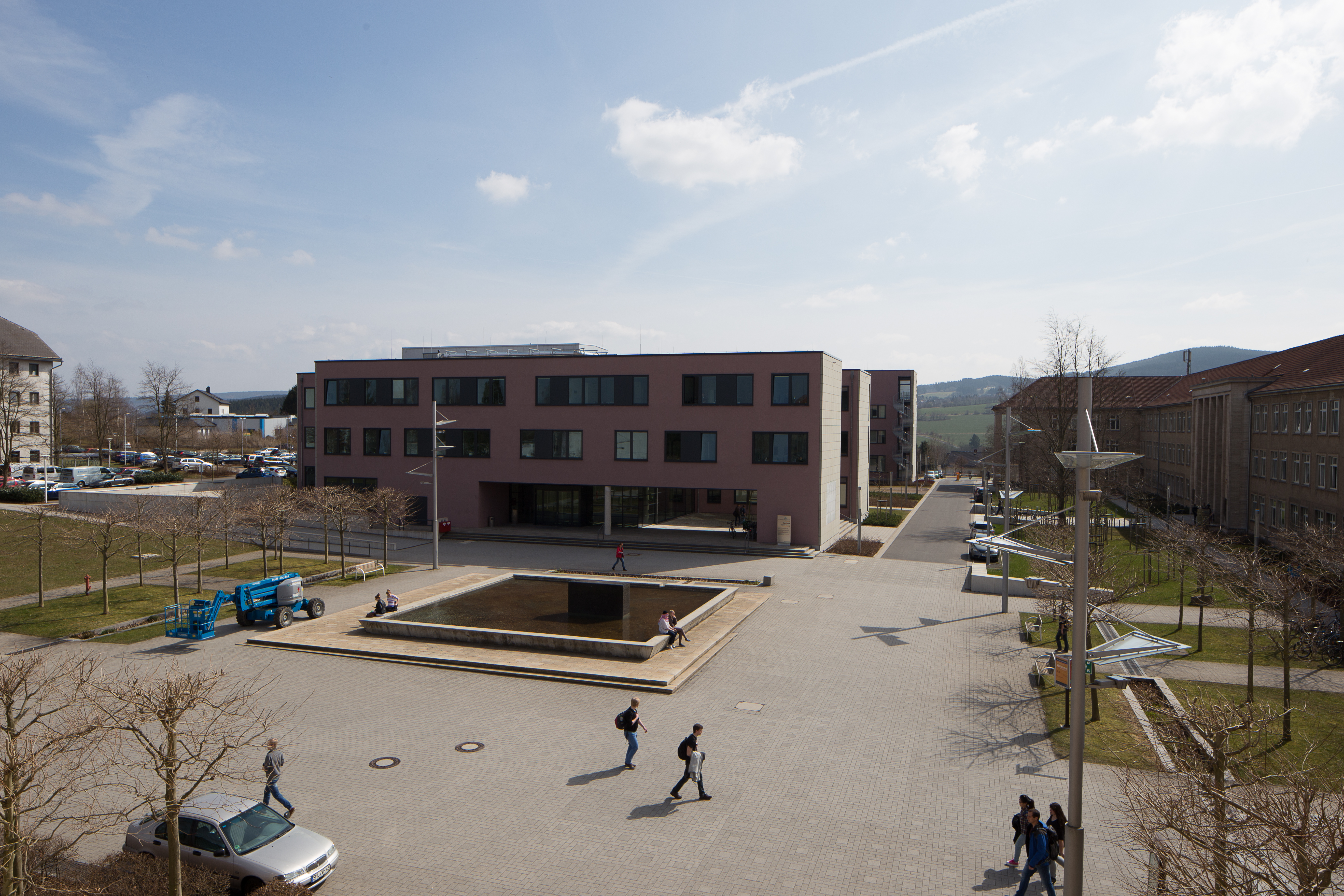
Zusebau (Fakultät für Informatik und Automatisierung)

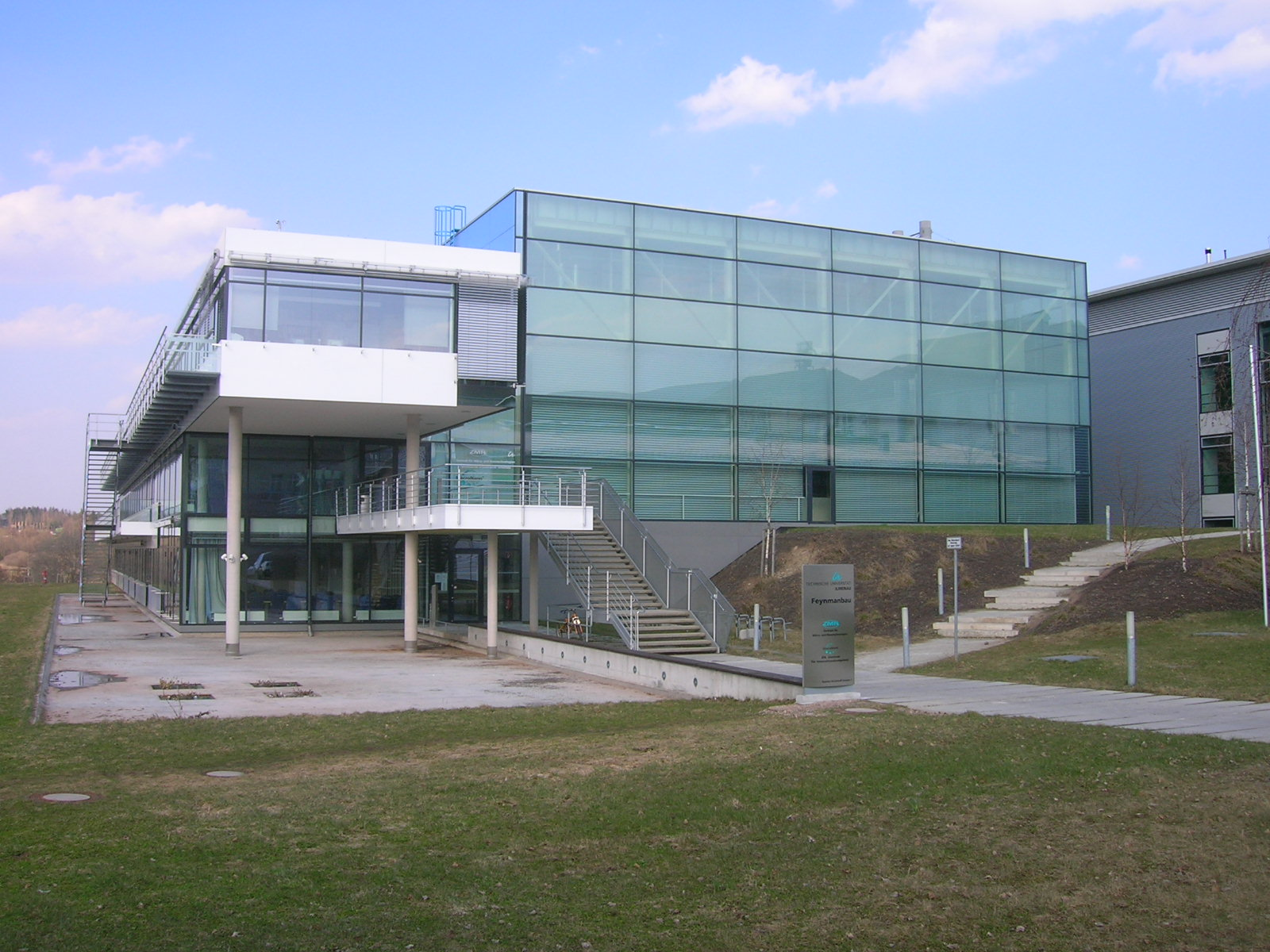
Feynmanbau (Zentrum für Mikro- und Nanotechnologie)

Die traditionell stark interdisziplinäre Zusammenarbeit der Wissenschaftler in sechs fakultätsübergreifenden Instituten bündelt sich hauptsächlich innerhalb der drei Profillinien:
- Funktionale Materialien und Technologien
- Intelligente Sensorik und Präzisionsmesstechnik
- Komplexe Systeme und datenintensives Engineering

Der Schwerpunkt der Forschungen liegen dabei in den Technologiefeldern
- Assistenzsysteme
- Energiesystemtechnik
- Lif-Science-Technologien
- Medien, Mensch & Gesellschaft
- Mobilkommunikation
- Mikro- und Nanosystemtechnik
- Mobile autonome und vernetzte Systeme
- Produktionstechnik und Automatisierung

Zu den derzeit an der TU Ilmenau laufenden größeren Forschungsvorhaben zählen eine Beteiligung am interdisziplinären DFG-Sonderforschungsbereich (SFB) 1461 „Neuroelektronik: Biologisch inspirierte Informationsverarbeitung“, das interdisziplinäre DFG-Graduiertenkolleg 2182 „Spitzen- und laserbasierte 3D-Nanofabrikation in ausgedehnten makroskopischen Arbeitsbereichen“ (3D-NanoFab) sowie die seit 2024 von der Carl-Zeiss-Stiftung geförderte Ilmenau School of Green Electronics (ISGE), an der ähnlich wie an einem DFG-Graduiertenkolleg junge Wissenschaftlerinnen und Wissenschaftler zu Zukunftsthemen wie neuromorpher und energieeffizienter Mikroelektronik an ihrer Promotion arbeiten.
Die Forschung der TU Ilmenau wird durch eine Reihe ortsansässiger außeruniversitärer Forschungsinstitute, wie zum Beispiel das Fraunhofer-Institut für Digitale Medientechnologie (IDMT), das Fraunhofer-Anwendungszentrum für Systemtechnik (AST) und eine Außenstelle des Fraunhofer-Instituts für Integrierte Schaltungen (IIS) verstärkt.
Die Kooperation mit diesen Forschungseinrichtungen sowie mit den An-Instituten der TU Ilmenau – dem CiS Forschungsinstitut für Mikrosensorik GmbH, dem Institut für Bioprozess- und Analysenmesstechnik e. V. (iba), dem Institut für Mikroelektronik- und Mechatronik-Systeme gemeinnützige GmbH (IMMS GmbH) und dem Thüringischen Institut für Textil- und Kunststoff-Forschung Rudolstadt e. V. (TITK) –, den Steinbeis-Transferunternehmen, Thüringer Clustern und weiteren internationalen und nationalen Netzwerken erweitert die bestehenden Transferpotentiale.
Seit Januar 2025 koordiniert die TU Ilmenau die Europäische Hochschulallianz SUNRISE (Smaller (strategic) Universities Network for Regional Innovative and Sustainable Evolution”, einen strategischen Zusammenschluss von neun europäischen Partnerhochschulen zur innovativen und nachhaltigen regionalen Entwicklung. Unterstützt werden sie dabei von 48 assoziierten Partnern aus Wirtschaft, Wissenschaft, Politik und Verwaltung.
Ihren Partnern in Wissenschaft, Wirtschaft, Politik, Gesellschaft und Kultur stellt die Universität Personal, Schutzrechte und technologische Infrastruktur in vier technologischen Zentren zur Verfügung:
- Zentrum für Mikro- und Nanotechnologien – ZMN
- Zentrum für Mobilitätsforschung – ThIMo
- Zentrum für Energietechnik – ZET
- I3TC – Ilmenau Interactive Immersive Technologies Center

## Geschichte

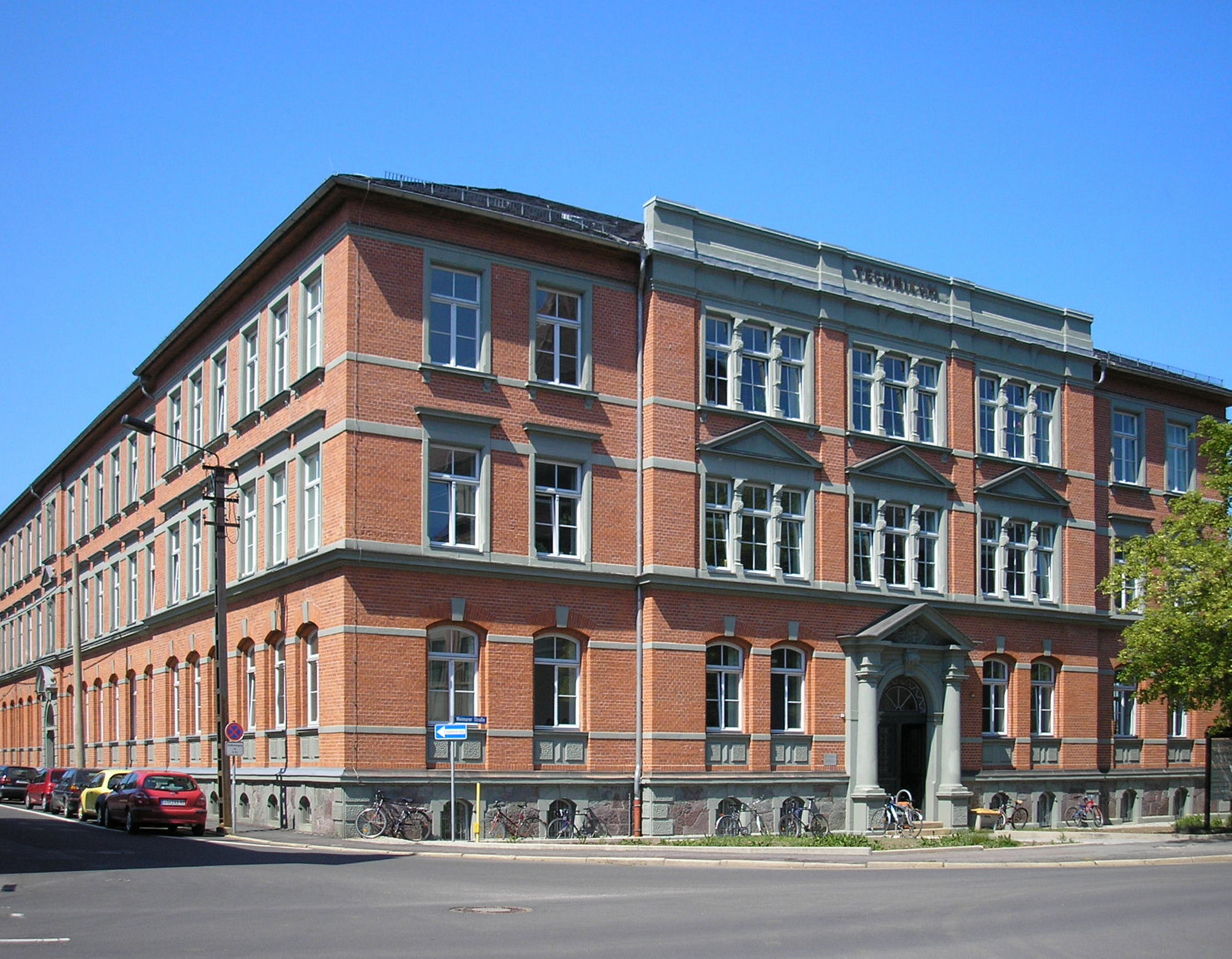
Das Technikum (Curiebau), erbaut 1894

Die Geschichte dieser Universität begann 1894 mit der Einrichtung des Thüringischen Technikums Ilmenau, einer privaten Bildungsstätte, die von Eduard Jentzen gegründet und von 1903 bis 1948 von Georg Schmidt geleitet wurde. 1895 entstand im Zentrum der Stadt das erste eigene Lehrgebäude, das Alte Technikum (der heutige Curiebau), das durch Anbauten in den Jahren 1896, 1898 und 1901 erweitert wurde. 1926 folgte ihm das Neue Technikum (heute Faradaybau). Im gleichen Jahr wurde das thüringische Technikum Ilmenau in Ingenieurschule Ilmenau umbenannt.
Nach dem Zweiten Weltkrieg wurde diese 1947 verstaatlicht und 1950 in eine Fachschule für Elektrotechnik und Maschinenbau umgewandelt. Nach einem Beschluss des Ministerrates der DDR zum Aufbau von Spezialhochschulen öffnete am 16. September 1953 die Hochschule für Elektrotechnik (HfE) in Ilmenau ihre Pforten. Die ersten 268 Studenten wurden immatrikuliert. Mit der Grundsteinlegung für den Helmholtzbau am 2. Mai 1956 entstanden auf dem Ehrenberg, etwa zwei Kilometer östlich des Ilmenauer Zentrums, zahlreiche, das Bild der Hochschule lange Zeit prägende Lehrgebäude. 1963 erhielt die HfE den Rang einer Technischen Hochschule (TH), nach Evaluierung und Umstrukturierung wurde sie 1992 zur Technischen Universität (TU) erhoben. In den 80er Jahren wurde zusammen mit dem Kombinat Robotron das Betriebssystem KOBRA entwickelt. 1985 entwickelte und vertrieb man schließlich einen Computer-Bausatz, den GDC1, der teilweise kompatibel zum Sinclair ZX Spectrum war.

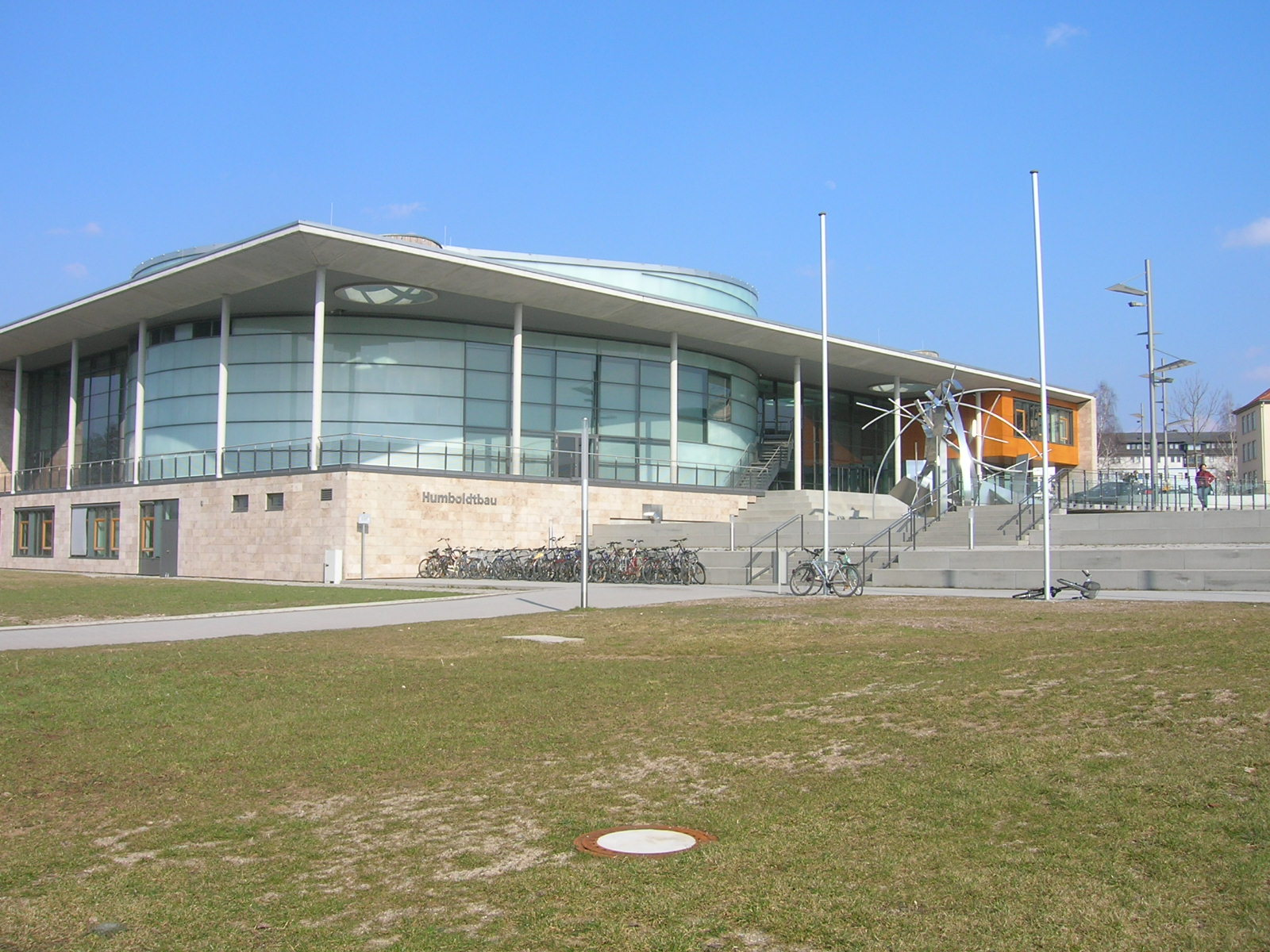
Der Humboldtbau aus dem Jahr 2004 mit dem Audimax auf dem Campus der TU

Nach Erfolg mit einem 1994 begonnenen Pilotprojekt Elektronische Medientechnik innerhalb des Diplomstudienganges Elektrotechnik wurde 1996 als erster und einziger seiner Art ein eigenständiger universitärer Diplomstudiengang Medientechnologie eingeführt (heute fortgesetzt im Bachelor- bzw. Masterstudiengang), flankiert durch Aufnahme der sozialwissenschaftlich orientierten angewandten Medienwissenschaft sowie der Medienwirtschaft neben den Wirtschaftsingenieursstudiengängen. Die Medieninformatik verblieb weiter als Fachrichtung innerhalb des Diplomstudienganges Informatik.
Im Jahr 2004 wurde die Universität in die Deutsche Forschungsgemeinschaft aufgenommen.

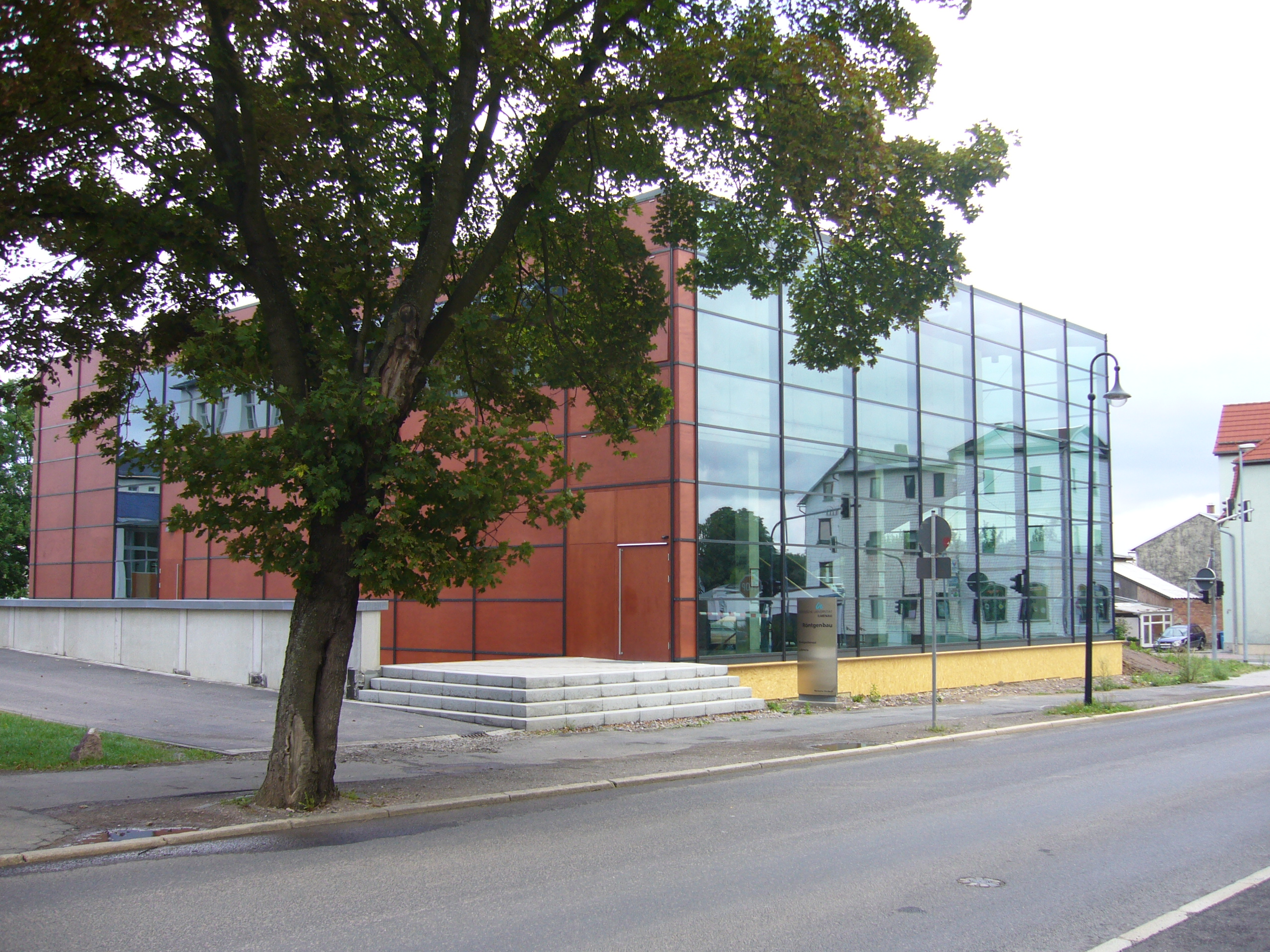
Röntgenbau mit Experimentalhörsaal

Mit Beginn des Wintersemesters 2005/06 wurden die mit dem Bologna-Prozess verbundenen Reformen des deutschen Hochschulwesens auch an der TU Ilmenau umgesetzt. Die Studienstruktur wurde neu organisiert und die bisherigen Diplomstudiengänge auf die gestuften Abschlüsse Bachelor und Master umgestellt.
Langjährige internationale wissenschaftliche Kooperationen sind Grundlage für gemeinsame studentische Ausbildungsprojekte wie die 2007 gegründete Deutsche Ingenieurfakultät der TU Ilmenau am Moskauer Energetischen Institut. Im Jahr 2013 schlossen die TU Ilmenau und die Otto-von-Guericke-Universität Magdeburg einen Vertrag mit der Nationalen Technischen Forschungs-Universität Kasan über die Kooperation beim Aufbau eines German-Russian Institute of Advanced Technologies (GRIAT), die 2022 aufgrund des Angriffs Russlands auf die Ukraine ausgesetzt wurde.
Am 18. Mai 2020 wurde der bisherige Prorektor für Wissenschaft, Kai-Uwe Sattler, zum Interimspräsidenten gewählt und löst damit ab Mitte Juni 2020 den seit 2004 amtierenden Rektor Peter Scharff ab. Am 15. Dezember 2020 wurde Sattler von der Hochschulversammlung zum ordentlichen Präsidenten gewählt.
Die Studierendenzahl an der Technischen Universität Ilmenau fiel von ihrem Höchststand im Jahr 2012 mit etwa 7.000 Studierenden einem steten Abwärtstrend folgend auf rund 4000 im Jahr 2024. Insbesondere in den grundständigen ingenieurwissenschaftlichen Bachelor-Studiengängen sind die Anfängerzahlen gering. Die verstärkte Aufnahme ausländischer Studierender in speziellen Master-Studiengängen vermochte die negative Entwicklung nicht aufzuhalten.

## Logo
Das Logo stammt noch aus der Zeit als Technische Hochschule und wurde von der Ilmenauer Grafikdesignerin Johanna Krapp entworfen. Der Schriftzug soll die drei kleingeschriebenen Buchstaben thi als Abkürzung für Technische Hochschule Ilmenau darstellen. Das Logo wurde nach der Umwandlung zur Universität von der Leitung der Hochschule beibehalten.

## Campus
Der Campus befindet sich am Ehrenberg im Osten der Stadt und wurde nach dem Gründungsrektor Hans Stamm benannt. Hier befindet sich der größte Teil der Universitätsgebäude, die Wohnheime des Studierendenwerks Thüringen und die Kindertagesstätte „Studentenflöhe“. Der Curie-, Faraday-, Helios- und Röntgenbau bilden einen zweiten, kleineren Campus in der Weimarer Straße, das Georg-Schmidt-Technikum.

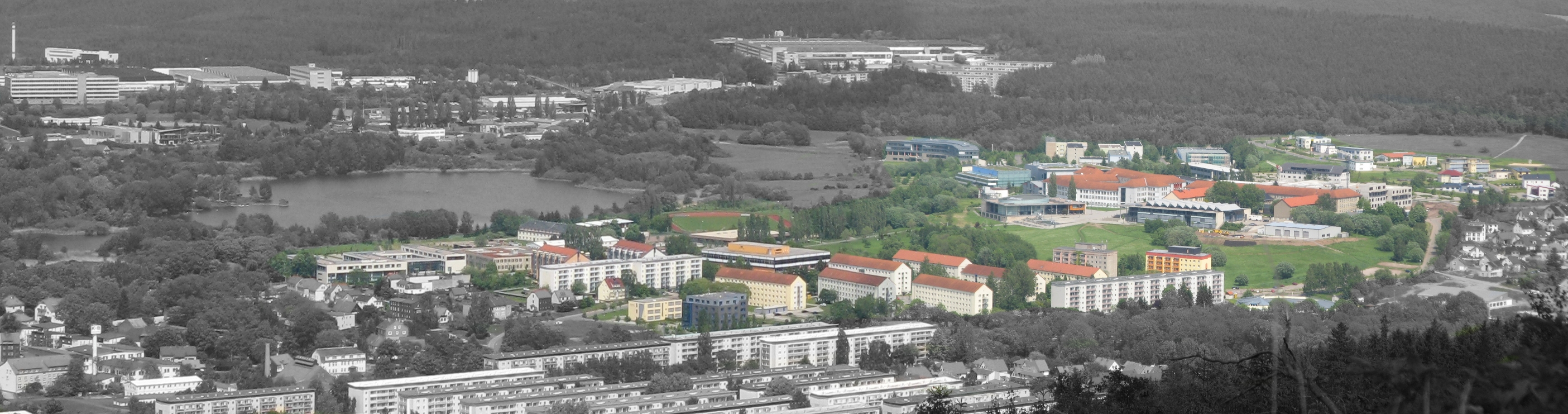
Universitätscampus der TU Ilmenau mit Lehr- und Forschungseinrichtungen, Wohnheimen und universitätsnahe Infrastruktur

## Vereine und Vereinsleben
Die Universitätsgesellschaft Ilmenau - Freunde, Förderer, Alumni e. V. „versteht sich als Bindeglied für alle, die ein Interesse am Gedeihen der Technischen Universität Ilmenau, insbesondere an der Förderung ihres wissenschaftlichen, kulturellen und studentischen Lebens, haben“. Zu Ehren der langjährigen Vorsitzenden Dagmar Schipanski, die 2022 verstorben war, wurde 2023 unter ihrem Nachfolger, dem Ehrensenator Peter Scharff, der Dissertationspreis der Universitätsgesellschaft nach ihr benannt. - Im Vorstand sind außerdem der Präsident der TU, die Landrätin des Ilm-Kreises, der Ilmenauer Oberbürgermeister, der Vorstandsvorsitzende der Sparkasse Arnstadt-Ilmenau sowie die Geschäftsführer des Technologie- und Gründerzentrum Ilmenau GmbH und der EasternGraphics GmbH Ilmenau.
Auf dem Campus sind verschiedene studentische Vereine aktiv, die das studentische Leben maßgeblich prägen. So existiert an der TU Ilmenau mit dem Radio hsf das älteste Studentenradio Deutschlands und die Forschungsgemeinschaft elektronische Medien e. V. betreibt das größte selbstverwaltete studentische Netzwerk Thüringens. Der SWING an der TU Ilmenau e. V. ist eine Hochschulgruppe des VWI und von ESTIEM und organisiert mit der „inova“ jährlich eine der größten Karrieremessen Mitteldeutschlands. Der ISWI e. V. veranstaltet seit 1993 alle zwei Jahre die International Student Week in Ilmenau. Der Team Starcraft e. V. ist das Formula Student Team der Universität und konzipiert und fertigt seit 2006 eigene Rennwagen für internationale Events. Der Ilmpuls-Verein organisiert seit 2017 ein ökologisch nachhaltiges Musikfestival. Die vier Studentenclubs bi-Club, BH-Club, bc-Club, BD-Club sowie das bc-Studentencafé haben sich im Ilmenauer Studentenclub e. V. zusammengeschlossen. In Ilmenau gibt es verschiedene studentische Glaubensgemeinschaften, darunter die Katholische Studentengemeinde Ilmenau, die Evangelische Studierendengemeinde Ilmenau, die Studentenmission in Deutschland und eine muslimische Gemeinschaft.

## Studiengänge
(B = Bachelorstudiengang, M = Masterstudiengang, D = Diplomstudiengang)
- Angewandte Medien- und Kommunikationswissenschaft (B)
- Betriebswirtschaftslehre mit technischer Orientierung (B)
- Biomedizinische Technik (B, M)
- Biotechnische Chemie (B, M)
- Communications and Signal Processing (M)
- Electric Power and Control Systems Engineering (M)
- Elektrochemie und Galvanotechnik (M)
- Elektrotechnik und Informationstechnik (B, M)
- Fahrzeugtechnik (B, M)
- Informatik (B, M)
- Ingenieurinformatik (B, M)
- International Business Economics (M)
- Maschinenbau (B, M)
- Mathematik (B)
- Mathematik und Wirtschaftsmathematik (M)
- Mechatronik (B, M)
- Media and Communication Science (M)
- Medientechnologie (B, M)
- Medienwirtschaft (B, M)
- Micro- and Nanotechnologies (M)
- Miniaturisierte Biotechnologie (M)
- Optische Systemtechnik (M)
- Polyvalenter Bachelor mit Lehramtsoption für berufsbildende Schulen (B)
- Regenerative Energietechnik (M)
- Research in Computer and Systems Engineering (M)
- Technische Kybernetik und Systemtheorie (B, M)
- Technische Physik (B, M)
- Werkstoffwissenschaft (B, M)
- Wirtschaftsinformatik (B, M)
- Wirtschaftsingenieurwesen (B, M)